# Blanton C. Winship
Blanton C. Winship (ur. 1869, zm. 1947) – amerykański polityk, w latach 1934–1939 gubernator Portoryko, znajdującego się wówczas pod administracją kolonialną Stanów Zjednoczonych.

## Życiorys
Urodził się w 1869 roku.
Sprawował urząd gubernatora Portoryko od 5 lutego 1934, kiedy to zastąpił na stanowisku Benjamina Jasona Hortona, przez ponad pięć lat, do 25 czerwca 1939. Jego następcą został José E. Colom.  Zarówno poprzednik jak i następca Winshipa sprawowali swój urząd tymczasowo.
Zmarł w 1947 roku.